# Purchena
Purchena ist eine spanische Gemeinde in der Comarca Valle del Almanzora der Provinz Almería in der Autonomen Gemeinschaft Andalusien. Die Bevölkerung von Purchena bestand im Jahr 2024 aus 1.533 Einwohnern. 

## Geografie
Die Gemeinde grenzt an Armuña de Almanzora, Laroya, Lúcar, Macael, Olula del Río, Oria, Somontín, Suflí und Urrácal. Sie liegt im Landesinneren der Provinz Almería, am Fuße der Sierra de los Filabres, inmitten des Tals des Flusses Almanzora, umgeben von Wäldern, die zu den Bergen hin ansteigen, eine Umgebung, die im Gegensatz zu den übrigen Gemeinden der Region steht, die sich in einer viel trockeneren Umgebung befinden.

## Geschichte
Purchena ist seit der Bronzezeit besiedelt. Auch während der Römerzeit war es bewohnt, aber seine größte Bedeutung erlangte es während der arabischen Herrschaft in Spanien. Im 10. Jahrhundert wurde der heutige Ort unter dem Namen Hisn Burxana gegründet, und im 13. Jahrhundert war er als Val de Porchena bekannt und wurde zum Hauptort der Almanzora, die Teil des Emirats von Granada war. Im Jahr 1489 wurde die Stadt zusammen mit Baza, Guadix und Almería Teil des Reiches der Katholischen Könige.
Das heutige Stadtbild entstand im 18. und 19. Jahrhundert rund um die Plätze Constitution und Larga.